# RSU1
RSU1 (англ. Ras suppressor protein 1) – білок, який кодується однойменним геном, розташованим у людей на короткому плечі 10-ї хромосоми. Довжина поліпептидного ланцюга білка становить 277 амінокислот, а молекулярна маса — 31 540.
| 10         |  | 20         |  | 30         |  | 40         |  | 50         |
| ---------- |  | ---------- |  | ---------- |  | ---------- |  | ---------- |
| MSKSLKKLVE |  | ESREKNQPEV |  | DMSDRGISNM |  | LDVNGLFTLS |  | HITQLVLSHN |
| KLTMVPPNIA |  | ELKNLEVLNF |  | FNNQIEELPT |  | QISSLQKLKH |  | LNLGMNRLNT |
| LPRGFGSLPA |  | LEVLDLTYNN |  | LSENSLPGNF |  | FYLTTLRALY |  | LSDNDFEILP |
| PDIGKLTKLQ |  | ILSLRDNDLI |  | SLPKEIGELT |  | QLKELHIQGN |  | RLTVLPPELG |
| NLDLTGQKQV |  | FKAENNPWVT |  | PIADQFQLGV |  | SHVFEYIRSE |  | TYKYLYGRHM |
| QANPEPPKKN |  | NDKSKKISRK |  | PLAAKNR    |  |            |  |            |

A: Аланін

D: Аспарагінова кислота

E: Глутамінова кислота

F: Фенілаланін

G: Гліцин

H: Гістидин

I: Ізолейцин

K: Лізин

L: Лейцин

M: Метіонін

N: Аспарагін

P: Пролін

Q: Глутамін

R: Аргінін

S: Серин

T: Треонін

V: Валін

W: Триптофан

Задіяний у таких біологічних процесах, як ацетилювання, альтернативний сплайсинг. 